# Online toespraken van Volodymyr Zelensky aan wereldleiders tijdens de Russische invasie van Oekraïne in 2022

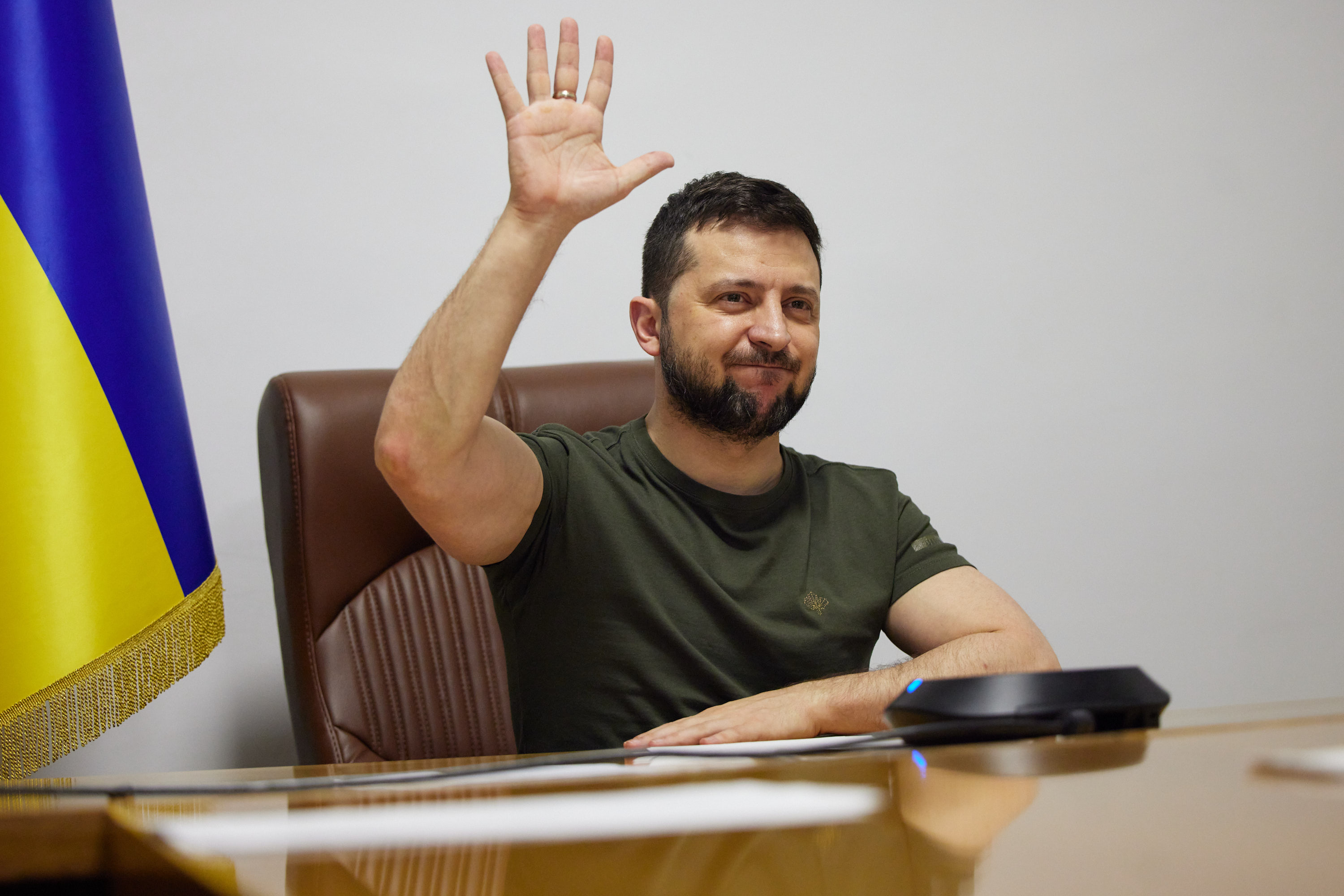
Zelensky tijdens zijn redevoering voor het Australisch parlement

Sinds de Russische invasie van Oekraïne in 2022 sprak de Oekraïense president Volodymyr Zelensky via een satellietverbinding in korte tijd de parlementen van een aantal landen, het Europees Parlement, de NAVO en de Groep van Zeven toe. Met deze speeches probeerde Zelensky de internationale bereidheid om steun te verlenen aan Oekraïne verder te vergroten.
De speeches bestonden steevast uit drie elementen: verontwaardiging over de Russische inval, een roep om meer steun en voorbeelden die toepasselijk waren voor het land waar hij zich tot richtte. De verontwaardiging over de inval sloot doorgaans aan bij de actualiteit en was soms voorzien van een videofragment. Steun werd in de regel gevraagd in de vorm van solidariteit met het Oekraïense volk, wapens en andere militaire steun , en soms werd alvast om ondersteuning gevraagd bij de wederopbouw na de oorlog. Verder drong hij aan op sancties tegen Rusland.
Zelensky sprak de leiders in zijn toespraken vaak rechtstreeks aan, en sprak een deel van hen daarbij aan met hun voornaam, zoals "Emmanuel, ik geloof echt dat je voor ons opkomt" tegen de Franse president Macron, en "mijn vriend Charles" tegen Michel, de voorzitter van de Europese Raad. De speeches voor de Nationale parlementen waren afgestemd per land. Zo verwees Zelensky in zijn toespraak tot het Amerikaans Congres naar de aanslagen op 11 september 2001, en in zijn rede tot het Japanse parlement wees hij op het gevaar van een kernramp tijdens de oorlog in Oekraïne, waarmee hij indirect refereerde aan de kernramp van Fukushima.

## Toespraken

### Chronologisch overzicht van toespraken
De eerste toespraak vond plaats op 1 maart 2022, voor het Europees Parlement. Daarna volgden redes voor verschillende andere landen en organisaties. 
| #  | Datum         | Entiteit                                     |
| -- | ------------- | -------------------------------------------- |
| 1  | 15 maart 2022 | Parlement van Canada                         |
| 2  | 16 maart 2022 | Amerikaans Congres (Verenigde Staten)        |
| 3  | 17 maart 2022 | Bondsdag (Duitsland)                         |
| 4  | 19 maart 2022 | Bondsvergadering (Zwitserland)               |
| 5  | 20 maart 2022 | Knesset (Israël)                             |
| 6  | 22 maart 2022 | Parlement van Italië                         |
| 7  | 23 maart 2022 | Kokkai (Japan)                               |
| 8  | 23 maart 2022 | Parlement van Frankrijk                      |
| 9  | 24 maart 2022 | NAVO                                         |
| 10 | 24 maart 2022 | Rijksdag (Zweden)                            |
| 11 | 24 maart 2022 | Groep van Zeven                              |
| 12 | 25 maart 2022 | Europese Raad                                |
| 13 | 29 maart 2022 | Folketing (Denemarken)                       |
| 14 | 30 maart 2022 | Storting (Noorwegen)                         |
| 15 | 31 maart 2022 | Parlement van Australië                      |
| 16 | 31 maart 2022 | Tweede Kamer der Staten-Generaal (Nederland) |
| 17 | 31 maart 2022 | Federaal Parlement van België                |
| 18 | 4 april 2022  | Parlement van Roemenië                       |
| 19 | 5 april 2022  | Veiligheidsraad van de Verenigde Naties      |
| 20 | 5 april 2022  | Cortes Generales (Spanje)                    |
| 21 | 6 april 2022  | Oireachtas (Ierland)                         |
| 22 | 7 april 2022  | Parlement van Griekenland                    |
| 23 | 7 april 2022  | Huis van Afgevaardigden (Cyprus)             |
| 24 | 8 april 2022  | Eduskunta (Finland)                          |
| 25 | 11 april 2022 | Nationale Vergadering (Zuid-Korea)           |
| 26 | 13 april 2022 | Riigikogu (Estland)                          |

### #5: Knesset (Israël)
In zijn toespraak in de Knesset roemde Zelensky het Israëlische raketafweersysteem, maar bekritiseerde hij ook het feit dat Israël tot dusver niet bereid was om die technologie met Oekraïne te delen, en dat Israël nog geen enkele sanctie aan Rusland had opgelegd. Verder citeerde Zelensky Golda Meïr en vergeleek hij de situatie in Oekraïne met de Tweede Wereldoorlog. De Russische overheid zou eenzelfde endlösung voor de Oekraïners in petto hebben als de nazi's voor de Joden in de Tweede Wereldoorlog. Daarom zou Israël Oekraïners moeten helpen zoals Oekraïners ten tijde van de Tweede Wereldoorlog Joden hadden gered. Yoaz Hendel, de Israëlische minister van Communicatie, begreep weliswaar de emotie waarbinnen de uitspraak gedaan was, maar noemde de Holocaustvergelijking na afloop schandalig. Politicus Simcha Rothman had vergelijkbare kritiek. Hij noemde de vergelijking historisch incorrect, verwijzend naar de betrokkenheid van Oekraïners bij pogroms, zoals die bij Babi Jar in 1941. Meerdere pro-Palestijnse en extreemlinkse politici, zoals Ahmad Tibi van Ta'al en Aida Suleiman en Ofer Cassif van Hadash, kozen ervoor om de toespraak van Zelensky überhaupt niet bij te wonen. Volgens Suleiman had Zelensky de oorlog aan zichzelf te danken, en Tibi beschouwde de rede als zionistisch.

### #13: Folketing (Denemarken)
De toespraak tot de Folketing werd gehouden in de Landstingssalen in Christiansborg, waar de parlementsleden de Oekraïense president op een groot scherm konden zien en horen spreken.
Zelensky vroeg aan zijn toehoorders om – wanneer de oorlog zou zijn afgelopen – een bijdrage te leveren aan het heropbouwen van Oekraïne. In eerdere contacten met de Denen had hij ook opgeroepen tot het leveren van meer wapens, maar daar kwam hij deze keer niet op terug. Zelensky zei ook dankbaar te zijn voor de inspanningen van Denemarken om de Russische markt te verlaten, met brouwerij Carlsberg als meest recente voorbeeld, dat zich op maandag 28 maart uit Rusland had teruggetrokken. In zijn toespraak riep hij verder nog op om haast te maken met het stoppen van afnemen van Russische energie.

### #14: Storting (Noorwegen)
Stortingsvoorzitter Masud Gharahkhani gaf vooraf aan dat het een historische toespraak zou worden. Het was slechts drie keer eerder voorgekomen (Churchill in 1948, en de leiders van Zweden en Denemarken in 2014 om Noorwegen met het 200-jarig bestaan te feliciteren) dat een ander dan een lid van de regering en de storting plenair het woord had mogen voeren.
In zijn toespraak ging Zelensky eerst in op de toestand in zijn land. Daarna stipte hij aan dat Noorwegen net als Oekraïne een landsgrens heeft met Rusland, en in het noorden van Europa het enige NAVO-land is. Zelensky gaf aan dat Noorwegen vanwege de jaarlijkse uitreiking van de Nobelprijs voor de Vrede beter dan wie dan ook begrijpt wat de waarde van vrede is, en dat de vriendschappelijke banden tussen Noorwegen en Oekraïne teruggaan tot koning Harald III van Noorwegen, die enige tijd diende in het Kievse Rijk en trouwde met Elisabeth van Kiev, de dochter van grootvorst Jaroslav.
Zelensky vroeg Noorwegen om wapens te leveren, in het bijzonder luchtverdediging en antischeepsraketten. Hij riep op om handel met Rusland stop te zetten, en noemde daarbij expliciet het Noorse bedrijf Motus Tech, dat maritieme technologie levert aan Rusland. Ook vroeg hij om Russische schepen uit Noorse havens te weren, en om als grote Europese energieproducent energie aan Oekraïne te leveren. Ten slotte vroeg hij Noorwegen om na de oorlog te helpen bij de wederopbouw van Oekraïne.

### #16: Tweede Kamer der Staten-Generaal (Nederland)
De toespraak voor de Tweede Kamer der Staten-Generaal vond plaats op 31 maart 2022. De toespraak was op verzoek van Zelensky zelf, via de Oekraïense ambassadeur in Nederland. Dat een buitenlands staatshoofd de Nederlandse Tweede Kamer toespreekt, was in 170 jaar nog niet voorgekomen. Wel was het gehele parlement – Eerste én Tweede Kamer samen – door de jaren heen enkele keren door een buitenlands staatshoofd toegesproken.
Aanvankelijk had de Tweede Kamer aangegeven dat Mark Rutte niet bij de toespraak welkom was, aangezien Rutte premier was, en daarmee lid van het kabinet, niet van de Tweede Kamer. Uiteindelijk werd hij, samen met de ministers Kajsa Ollongren (Defensie) en Wopke Hoekstra (Buitenlandse Zaken) alsnog door Kamervoorzitter Vera Bergkamp voor de bijeenkomst uitgenodigd. Zij moesten de toespraak echter volgen vanuit de voorzittersloge van de Tweede Kamer, en niet vanuit hun gebruikelijke vak. Verder waren onder meer ook de Oekraïense ambassadeur in Nederland Maksym Kononenko en de Nederlandse ambassadeur in Oekraïne Jennes de Mol bij de toespraak aanwezig. Tweede Kamerleden van de partij Forum voor Democratie hadden vooraf reeds aangegeven niet bij de toespraak aanwezig te zijn, noch bij het debat na afloop. De partij beschouwde (het toelaten van) de toespraak als eenzijdige propaganda in een complex internationaal conflict.
In zijn toespraak vergeleek Zelensky hetgeen de Oekraïense burgers meemaken met het bombardement op Rotterdam en de deportaties door Nazi-Duitsland. De strijd die de Oekraïners voerden werd vergeleken met het verdrijven van tirannie en de overwinning in Den Briel op 1 april tijdens de Tachtigjarige Oorlog. Ook werd er gerefereerd aan het in 2014 neergehaalde vliegtuig MH17 binnen de context van de oorlog in Oost-Oekraïne. In zijn toespraak riep hij op om de havens te sluiten voor Russische schepen, handel met Rusland te stoppen en haast te maken met het stoppen van afnemen van Russische energie. Daarnaast vroeg hij zijn publiek om — wanneer de oorlog zou zijn afgelopen – een bijdrage te leveren aan de heropbouw van zijn land, door een Oekraïense stad en regio voor herbouw te adopteren. Na zijn toespraak kreeg Zelensky een staande ovatie van de aanwezige volksvertegenwoordigers.

### #17: Federaal parlement van België
De toespraak voor het Federaal Parlement van België vond plaats op 31 maart 2022. Het was de eerste keer dat een president van een land in oorlog het federale parlement toesprak.
Bij de toespraak waren alle kamerleden aanwezig, een aantal senatoren, alle leden van de federale regering, de verschillende minister-presidenten van het land en bijna alle voorzitters van de andere parlementen. Het Belgisch parlement had voor de gelegenheid een Oekraïense vlag voor het spreekgestoelte geplaatst, en liet voorafgaand aan de toespraak twee Poolse violistes het Oekraïens volkslied spelen. Zowel alle aanwezigen alsmede Zelensky gingen bij de klanken van het lied recht staan.
In zijn toespraak vergeleek Zelensky de situatie in de Oekraïense havenstad Marioepol met de veldslagen om Ieper tijdens de Eerste Wereldoorlog. Hij bedankte voor de reeds geleverde humanitaire hulp en het opvangen van 30.000 Oekraïense vluchtelingen. Hij gaf echter ook aan dat België Rusland financiert door het gebrek aan sancties op de diamantindustrie, en drong daarom aan op een boycot van Russische ruwe diamanten. Verder drong hij aan op het leveren van meer wapens en op een snelle toetreding tot de Europese Unie: "België moet het voorbeeld zijn voor andere landen om meer te doen, om de Russen terug te dringen en de vrede te herstellen." 
Na de toespraak en een lange staande ovatie van de toehoorders volgde een antwoord van de federaal premier Alexander De Croo. Deze gaf onder andere aan dat een no-flyzone er niet zou komen, en dat een Oekraïens lidmaatschap van de Europese Unie er op korte termijn niet in zat. Ook zegde hij niets toe omtrent diamanten; de diamanthandel is echter goed voor zo'n 5% van alle Belgische export, en 25% van die diamanten komt van het Russische staatsbedrijf ALROSA. Wel stelde hij een snellere economische integratie voor, en gaf hij aan zich te willen inzetten voor het recht voor Oekraïners om mee te doen aan Europese programma's zoals ERASMUS. Verder sprak hij over een Europees Marshallplan voor Oekraïne na afloop van de oorlog.

### #22: Parlement van Griekenland
Op 7 april sprak Zelensky het Griekse parlement toe. Hij noemde daarin de eeuwenlange banden tussen Griekenland en Oekraïne, verwijzend naar de Griekse gemeenschap in de regio langs de Zwarte Zee, en de invloed die de Grieks-Orthodoxe Kerk had op het ontstaan van het christendom in Oekraïne. Ook haalde Zelensky Filiki Eteria aan, een in 1814 in Odessa opgericht genootschap dat een rol speelde in de Griekse onafhankelijkheidsoorlog tegen het Ottomaanse Rijk. Zelensky riep op om opnieuw een dergelijk verbond aan te gaan, deze keer om Marioepol bij te staan. Daarnaast toonde hij een filmfragment met enkele Grieks-Oekraïense strijders in Marioepol.

### #23: Huis van Afgevaardigden (Cyprus)
In de toespraak in het Huis van Afgevaardigden van Cyprus op 7 april hield Zelensky eerst een betoog over het lijden van het Oekraïense volk. Hij gaf aan dat Rusland maar één doel heeft: het land in tweeën te delen. Tevens toonde hij een korte video van onder andere de bombardementen op Marioepol en de lichamen van Oekraïense burgers. Daarna bedankte Zelensky de regering voor het blokkeren van ligplaatsen voor Russische schepen in de Cypriotische havens. Hij vroeg om de havens verder te sluiten voor Russische jachten, en voortaan ook Russisch-Cypriotische burgers hun dubbele nationaliteit te ontnemen. Ook vroeg hij om steun voor het verkrijgen van het lidmaatschap van de Europese Unie. De Cypriotische president Nikos Anastasiadis was na afloop van de toespraak verbolgen dat Zelensky de Russische invasie niet had vergeleken met de Turkse invasie van Cyprus in 1974. De communistische oppositiepartij AKEL was niet bij de toespraak aanwezig, omdat eerder die dag, bij het toespreken van het Grieks parlement, een lid van het extreemrechtse Azovbataljon in beeld was verschenen.

### #24: Eduskunta (Finland)
Op 8 april hield Zelensky een toespraak voor de Finse Eduskunta. Hij begon zijn toespraak met het noemen van de Russische raketaanval op het treinstation van Kramatorsk van die ochtend. Daarna haalde hij de Winteroorlog van 1939 aan, waarin Finland door buurland Rusland werd aangevallen, maar daarbij dapper stand hield. Hij complimenteerde Finland met het feit dat het land Oekraïne direct te hulp schoot met ondersteuning van het leger, en vroeg Finland om te helpen de rest van de Europese Unie tot actie te manen. Ook werden de Helsinki-akkoorden aangehaald. Zelensky haalde verder nog de kwaliteit van het Finse onderwijs aan, en vroeg Finland om na de oorlog te helpen bij de wederopbouw en de modernisering van het onderwijssysteem in Oekraïne.

### #25: Nationale Vergadering (Zuid-Korea)
Op 11 april 2022 sprak Zelensky de Nationale Vergadering van Zuid-Korea toe. Hij noemde de strijd tussen de Oekraïners en de Russen een strijd tussen twee werelden, die van gewone mensen die niets anders zoeken dan een vreedzaam leven, en die van mensen die door hun eigen staat decennialang vernederd en in een toestand van armoede en wetteloosheid gedreven zijn. Daarnaast benoemde hij dat Rusland de wereld openlijk chanteerde met nucleaire en chemische wapens. Zelensky trok in zijn toespraak de vergelijking met de Koreaanse Oorlog in de jaren 50 en de nasleep daarvan. Vervolgens riep hij op tot een handelsboycot van Rusland, vroeg hij om het leveren van wapens en toonde hij een video met confronterende beelden van de situatie in Marioepol.

### #26: Riigikogu (Estland)
Op 13 april sprak Zelensky de Riigikogu van Estland toe. Estland werd bedankt voor de steun voor de Oekraïense zaak: voor protesten in Tallinn op 26 februari, voor de militaire hulp, de hulp aan migranten en het stopzetten van afnemen van Russische energie. Zelensky refereerde aan de gedeelde geschiedenis van beide landen, aangaande de deportaties van Esten en Oekraïners door de Russen ten tijde van de Tweede Wereldoorlog. Hij vroeg om een boycot van Russische olie en bancaire diensten, om ondersteuning bij onderzoek naar oorlogsmisdaden van het Russisch leger op Oekraïens grondgebied en om steun bij het aanvragen van het lidmaatschap van de Europese Unie.

## Verzet
Zelensky werd niet overal met open armen ontvangen. In Oostenrijk besloot men een formele toespraak in de Nationale Raad in zijn geheel niet toe te staan, omwille van de neutraliteit van het Oostenrijks parlement in het Oekraïens-Russisch conflict. In verschillende andere landen waren het kamerfracties of individuele kamerleden die wensten niet bij de toespraak aanwezig te zijn. Zo besloot in Nederland de gehele fractie van Forum voor Democratie om vergelijkbare redenen als in Oostenrijk de toespraak niet bij te wonen. Ook in de Israëlische Knesset lieten meerdere politici verstek gaan, zij het dan met andere argumenten. Volgens Aida Suleiman van Hadash had Zelensky de oorlog aan zichzelf te wijten, en Ahmad Tibi van Ta'al beschouwde de rede als zionistisch. Op Cyprus was de communistische partij AKEL niet bij de toespraak aanwezig, omdat eerder die dag, bij het toespreken van het Grieks parlement, een lid van het extreemrechtse Azovbataljon in beeld was verschenen.